# Samur (rijeka)
Samur (azerski: Samurçay, lezginski: Самурвацl, ruski: Самур, rutulski: Самыр) je rijeka u Ruskom Dagestanu i Azerbajdžanu koja u donjem toku čini granicu između Rusije i Azerbajdžana, prije nego što se ulijeva u Kaspijsko jezero. Dužina rijeke iznosi 216 km, a površina porječja 7,330 km². 
Riječni izvor je ledenjačkog podrijetla. Izvire na visini od 3648 m, na sjeveroistočnoj padini planine Guton. U svojem toku pravi duboku i usku dolinu između grebena Kjabjak i Samurskog grebena, u srednjim toku prolazi kroz proširenu dolinu, a prije ušća u Kaspijsko jezero stvara deltu.
Vode rijeke odlikuje visoka zamućenost (više od 3.000 g/m³) u prosjeku 1.950 g/m³. Najviša razina dostiže od kraja ožujka do kolovoza, kada su moguće velike poplave. Prosječni protok vode na 20 km od ušća je 75 m³/s.
Vode rijeke odvode se Samur-apšeronskim i Samur-derbentskim kanalom.

## Pritoke
Lijeve pritoke rijeke su: Djuljtičaj, Kara-Samur, Šinazčaj, Tuhičaj, a desne Ahtičaj, Generčaj, Usuhčaj, Tairdžal. Također ima i umjetnu pritoku Gjuljgeričaj.

## Vanjske poveznice
|  | Zajednički poslužitelj ima još gradiva o temi Samur (rijeka) |